# دائرة الكريمية
دائرة الكريمية إحدى دوائر ولاية الشلف عاصمتها الكريمية. وتضم كل من بلديات الكريمية – حرشون – بني بوعتاب.